# سعيد النهري
الفنان والخطاط الفلسطيني سعيد فلاح غنايم والملقب بالنهري من مواليد عام 1961 في مدينة سخنين بجليل فلسطين المغتصب منذ عام 1948، برزت مواهبه وميله الفني التشكيلي في سن مبكرة، تابع دراسته الأكاديمية في كلية فبتسو حيفا، متخرجاً من قسم التصميم الجرافيكي والخط عام 1983، عمل بعد تخرجه في عدة صحف فلسطينية مثل: صحيفة «الصنارة» الفلسطينية التي تصدر بمدينة الناصرة كمصمم ومخرج فني، والرسوم الكاريكاتيرية، كما عمل أيضاً في صحيفة «كل العرب» الناصرية، وصحيفة «الاتحاد» الصادرة في حيفا، وصحيفة «الأهالي» في مدينته سخنين.

## حياته
خطاط اجتهد على نفسه، متعمقاً في جديد تقنياته المتاحة، ومقدرة على تلمس خطاه الفنية في ميادين الخط العربي، الموصول بإيمانه العميق بأمته العربية لأنه الفن الوحيد الذي قدم رسالة الأمة العربية والإسلامية في أجمل صورة، وأبهى حلة جمالية ومعرفية وروحية، موصوفة لكلام الله جلّ وتعالى في قرآنه الكريم.
وبعد دراسة مستفيضة وتجارب عديدة حملته للمشاركة في مجموعة من المعارض الجماعية والفردية في ميادين الفنون عموماً والخط العربي خصوصاً داخل فلسطين المغتصبة وخارجا في الدول العربية والأجنبية. وحصوله على مجموعة من الجوائز وشهادات التقدير.
من يتلمس لوحاته بصراً وبصيرة، سيوقن قوله أنه أمام حالة فنية مميزة، ونكهة فلسطينية جديدة في ميادين الفن والخط العربي الكلاسيكي والتحرك في فضاء الحرية والاشتغال التقني، تعكس حقيقة دربته وخبرته، وتضعه على طريق طموحه الشخصية الصحيح، كحامل لرسالة ثقافية وفكرية ومحتوى جمالي، ودلالة على هوية إنسان داخل وطن عربي اسمه الحركي فلسطين لأنها وطن وتربة تختزل العالم العربي والإسلامي بل العالم الكوني بأسره، في منزلتها ومكانتها العظيمة في ثنايا الدين الإسلامي الحنيف، وورودها صراحة في القرآن الكريم عبر سورة الإسراء، وروايات عديدة عن أحاديث النبي العربي الأعظم محمد صلوات الله عليه، وما يحتل الخط لعربي من حظوة ومكانة، كدرة الفنون العربية الإسلامية، هي التي جعلت من الفنان الخطاط النهري أن ينحاز كلياً لمسارب هذا الفن العربي الرائع.
لوحاته الخطيّة تأخذ بناصية الحرفة والصنعة المتقنة والعارفة لطاقة الحرف العربي على تشكيله وتدويره وبنائيته وفق الأصول المعروفة التي خط أحرفها الأولى ابن مقلة، وابن البواب، وياقوت المستعصمي، ومن تبعهم في هذا الإطار من مجددين ومحدثين، وإن خرج عليها في كثير من توليفاته الخطيّة، وتغويه خطوط الديواني الجلي، كمسار تقني ولحمة شكلية بنائية، ليتمم ما بدأه السلف الذين كانوا علامات مضيئة في تاريخ الأمة العربية والإسلامية، ونظن أن الفنان الخطاط النهري واحداً منهم.
لوحاته تجمع خاصية الرسم والتصوير الملون المُحاكية لجماليات الطبيعة، ومحمولة بدقة الخط وليونته، تدخل في ميادين النحت الصوّري لمتواليات الحروف ومضامين العبارات الموصوفة والمكتوبة، كمصفوفات متوالية ومتناسقة في ارتفاع الأحرف وحركتها، محمولة بالتناظر والتكرار، والبنائية المعمارية لهندسة حروفها داخل إيقاع اللوحات، وتلمسها لسطوح الورق وخلق رؤى جمالية تعكس حالة التزاوج والعناق التشكيلي ما بين العناصر الرئيسة المتجلية بالعبارات، والخلفيات الملونة والمتممة لروح النص وصوفيته وإحالاته الرمزية وطبيعة الوصفية.
لوحات جامعة للفكرة الواقعية المعبرة عن وجود الفلسطيني فوق أرضه المتمسك بحقوقه وووجوده وتقاليده وتراثه، ومقاومته المشروعة على جبهة الإيمان والثقافة، وترسم معالم رؤى شكلية للمتلقي، وتأخذ في مساحة المتعة البصرية المقصودة، وتدفعه إلى اكتشاف قدرات العربي الفلسطيني على الفعل والتأثير في محيطه، من خلال بنيتها التركيبة ومعاني كلماتها المرصوفة، والموصولة بشكل ما أو بآخر بكلام الله، والمقولات والحكم والأمثال المدرجة فوق شفاه العرب الفلسطينيين جيلاً وراء جيل.
لوحات الخطيّة فيها خشوع فكري، وصلاة شكلية، تقف في محراب السطوح الحاضنة، تفعل فعلها الجمالي متعة وانبساطاً ذاتياً لدى عيون المتلقي وأحاسيسه، وتفتح نافذة واسعة على تجليات الإيمان، وحديث الروح والنجوى في الذات الإلهية كجمال مطلق الكلية. تسرد قصص الأنبياء والصالحين، في بعضها يعتمد على تشخيص الكائنات الحيّة في تكوينات تجمع أشتات السرد المعنوي للعبارات، والشكل الفني في تجريديته المفتوحة على قواعد الخط العربي وتجلياته.